# گروه‌های جدول تناوبی

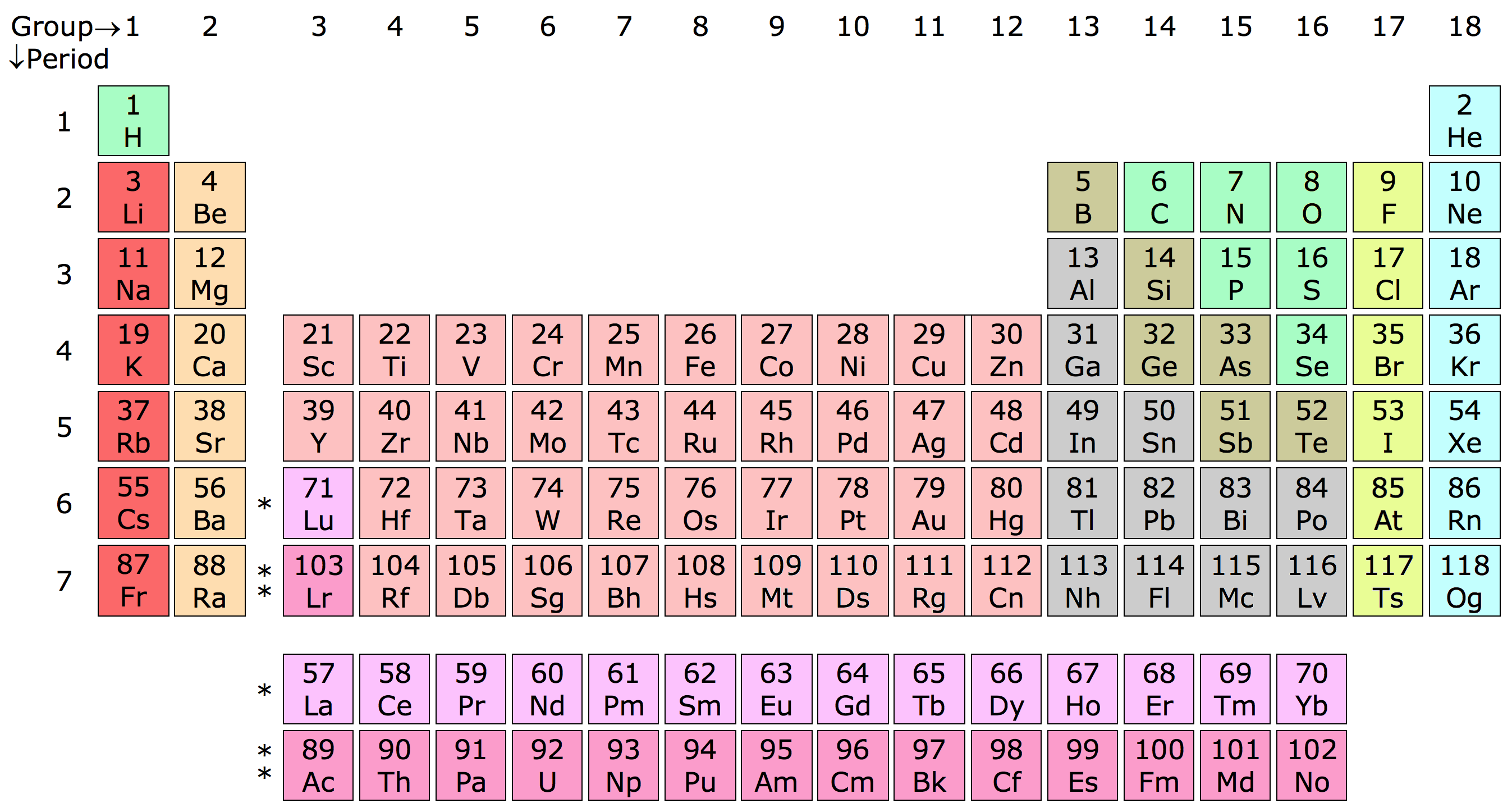
۱۸ گروه (ستون عمودی) در جدول تناوبی مرتبط با «دیمیتری مندلیف»

یک گروه جدول تناوبی ستون عمودی در جدول تناوبی است که شامل چندین عنصر می‌شود. در یک جدول تناوبی استاندارد ۱۸ گروه وجود دارد.
در گذشته گروه‌های جدول را بر اساس تشابه خواص عناصر آن گروه به یکدیگر ساختند، در حالی که در شیمی جدید نظم گروه‌ها را بر اساس آرایش آخرین لایه الکترون اتم عناصر آن گروه می‌دانند.
عناصر هر گروه خواص متشابه دارند و با میانگین گرفتن از نقطه جوش دو عنصر خواص عنصر میانی پیدا می‌شود.

## شماره گروه‌ها
برای شماره‌بندی گروه‌ها سه راه وجود دارد: راه اول استفاده از اعداد هندی-عربی است و و دو راه دیگر استفاده از اعداد رومی. در گذشته هم برای نامگذاری گروه‌ها از اعداد رومی استفاده می‌شده‌است، اما استفاده از اعداد عربی توسط آیوپاک برای از بین بردن اشتباهات پیشنهاد شده‌است.
برای نامگذاری گروه‌ها از ترکیب اعداد رومی با حروف انگلیسی A و B استفاده می‌شود به طوری که در سیستم قدیمی آیوپاک از حرف A برای ذکر عناصر سمت چپ جدول و از حرف B برای ذکر عناصر سمت راست جدول استفاده می‌شود در حال که در سیستم CAS از حرف A برای ذکر عناصر گروه‌های اصلی و از حرف B برای ذکر عناصر واسطه استفاده می‌شود. این نوع نامگذاری بیشتر در اروپا استفاده می‌شود، در حالی که سیستم جدید آیوپاک سعی در برطرف کردن اشتباهات دارد.
گروه‌های جدول تناوبی عبارت‌اند از (در پرانتز به ترتیب نام‌های سیستم قدیمی در اروپا و آمریکا نوشته شده‌است):
- عنصر گروه ۱ (IA,IA): فلزات قلیایی
- عنصر گروه ۲ (IIA,IIA): فلزات قلیایی خاکی
- عنصر گروه ۳ (IIIA,IIIB)
- عنصر گروه ۴ (IVA,IVB)
- عنصر گروه ۵ (VA,VB)
- عنصر گروه ۶ (VIA,VIB)
- عنصر گروه ۷ (VIIA,VIIB)
- عنصر گروه ۸ (VIII)
- عنصر گروه ۹ (VIII)
- عنصر گروه ۱۰ (VIII)
- عنصر گروه ۱۱ (IB,IB): فلزات مسکوک (این نام توسط آیوپاک پیشنهاد نشده‌است)
- عنصر گروه ۱۲ (IIB,IIB)
- عنصر گروه ۱۳ (IIIB,IIIA): گروه بور
- عنصر گروه ۱۴ (IVB,IVA): گروه کربن
- عنصر گروه ۱۵ (VB,VA): گروه نیتروژن
- عنصر گروه ۱۶ (VIB,VIA): گروه کالکوژن‌ها
- عنصر گروه ۱۷ (VIIB,VIIA): گروه هالوژن‌ها
- عنصر گروه ۱۸ (گروه 0): گازهای نجیب